# Carl Eggert
Carl Georg Eggert (* 25. Mai 1824 in Danzig; † 1. April 1903 in Hamburg) war ein Hamburger Kaufmann, Mitglied des Reichstages und Abgeordneter der Hamburger Bürgerschaft.
Eggert wanderte nach einer kaufmännischen Ausbildung nach Peru aus. Er war für die englische Firma Antony Gibbs & Sons, London abwechselnd in Lima und an der Westküste Perus, vor allem im Guanohandel tätig, bevor er 1867 als peruanischer Staatsbürger wieder zurück nach Deutschland kam. Von 1867 bis 1869 war er peruanischer Geschäftsträger in Berlin. 1870 erwarb er wieder die preußische Staatsbürgerschaft und siedelte nach Hamburg über.
Eggert wurde als Kandidat der Nationalliberalen Partei in der Reichstagswahl 1871 für den Wahlkreis Bromberg 3 gewählt. Er gehörte dem Reichstag bis 1874 an. 1876 wurde Eggert zum Direktor der Peruvian Guano Company in London bestellt und verlegte seinen Wohnsitz nach London. Aufgrund des Salpeterkrieges zwischen Peru, Bolivien und Chile von 1879 bis 1884 liefen die Geschäfte der Gesellschaft schlecht und diese wurde 1881 liquidiert. Eggert kehrte 1880 nach Hamburg zurück. Von 1880 bis 1898 gehörte Eggert der Hamburgischen Bürgerschaft an, zeitweise war er Deputierter der Finanzdeputation. Von 1892 bis 1896 war er Staatskommissar für die Hamburger Freihafen-Lagerhaus-Gesellschaft. Eggert gehörte von 1874 bis 1878 dem Aufsichtsrat der Commerz- und Disconto-Bank an.